# Fürstenbergstadion
Das Fürstenbergstadion ist ein Fußballstadion mit Leichtathletikanlage im Stadtteil Horst der nordrhein-westfälischen Stadt Gelsenkirchen. Es war die Heimspielstätte des Emscherhusaren genannten STV Horst-Emscher.
Das Stadion wurde im Jahr 1928 errichtet. Nachdem sich die Emscherhusaren nach dem Zweiten Weltkrieg zeitweilig vor dem Lokalrivalen FC Schalke 04 platzieren konnten, entschloss sich die Stadt Gelsenkirchen zum Ausbau des Stadions. Eine überdachte Sitzplatztribüne wurde im Jahr 1956 eröffnet.
Das Fürstenbergstadion hat eine Kapazität von 23.140 Zuschauern. Der Zuschauerrekord stammt aus dem Jahr 1957. Das Lokalderby zwischen dem STV Horst-Emscher und dem FC Schalke 04 lockte damals 30.000 Zuschauer in die Anlage. Das Stadion verfügt über eine Leichtathletikanlage (Aschenbahn). Neben dem Rasenplatz steht ein weiterer Ascheplatz zur Verfügung.
Nach der Auflösung der STV Horst-Emscher in der Saison 2007/08 und dem Umzug der zweiten Mannschaft des FC Schalke 04, die das Stadion von Januar 2006 bis Juni 2008 genutzt hat, wird das Fürstenbergstadion heute nur noch vom Kreisligisten BV Horst-Süd 1962 genutzt.
Seit 2015 wird das Fürstenbergstadion auch als Spielstätte des American Football Clubs Gelsenkirchen Devils e. V. genutzt.